# Verena Pausder

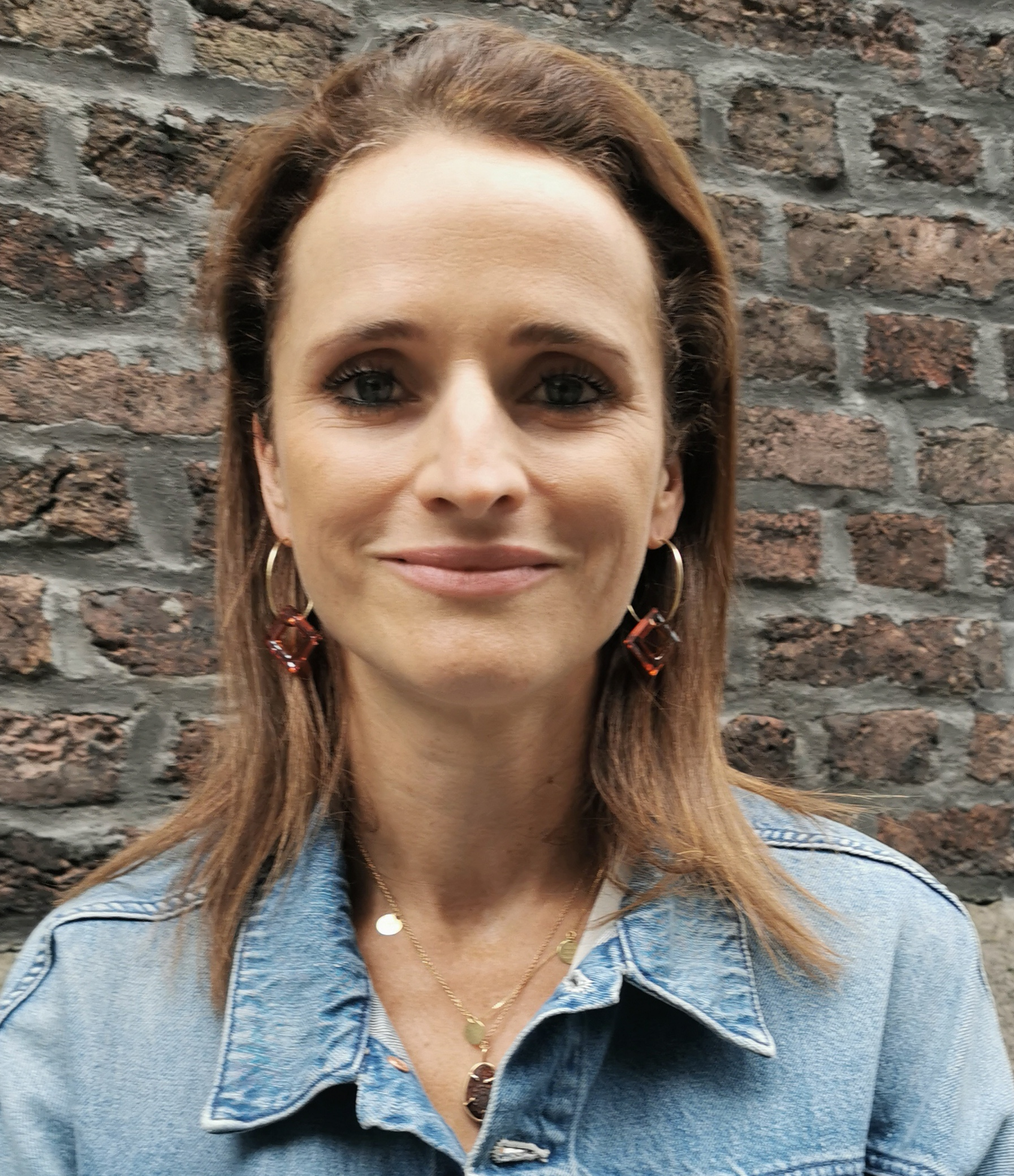
Verena Pausder (2023)

Verena Pausder (geborene Delius, * 12. Februar 1979 in Hamburg) ist eine deutsche Unternehmerin, Gründerin und Autorin. Neben weiteren Posten war sie Aufsichtsratsmitglied bei der Commerzbank-Tochter comdirect.

## Leben
Pausder entstammt in zehnter Generation der Unternehmerfamilie des Textilunternehmens Delius aus Bielefeld, bei dem sie auch Gesellschafterin ist. Nach dem Abitur 1998 am Ratsgymnasium in Bielefeld schloss Verena Pausder 2002 ein Studium der Wirtschaftswissenschaften an der Universität St. Gallen, Schweiz, als lic. oec. HSG ab.
Pausder absolvierte ein Trainee-Programm im Beteiligungsmanagement bei der Rückversicherungs-Gesellschaft Münchener Rück. Danach wechselte sie bis 2008 zur be2 GmbH in München, dann bis 2010 zur scoyo GmbH in Hamburg und schließlich war sie bis 2012 als Geschäftsführerin der Young Internet GmbH tätig.
2012 gründete sie Fox & Sheep in Berlin, ein Entwicklungsunternehmen für Kinder-Apps. Parallel dazu gründete Pausder 2016 die HABA Digitalwerkstatt. Bis 2019 war sie in beiden Unternehmen Geschäftsführerin. Seit 2020 ist sie Co-Gründerin der ada Learning GmbH.
2020 erschien ihr Buch „Das Neue Land“.
2022 übernahm sie unter anderem mit Ariane Hingst das Frauenteam des Berliner Fußballvereins FC Viktoria 1889.
Seit dem 5. Dezember 2023 ist sie Vorstandsvorsitzende des Bundesverbands Deutsche Startups.
Verena Pausder lebt mit ihrem Mann und ihren drei Kindern in Berlin.

## Mitgliedschaften
Verena Pausder ist im Beirat der Textilfirma Delius und Hochschulrätin der CODE University. Bis Dezember 2024 war sie Beirätin von Rählig Logistics in Bremen und von 2016 bis 2023 Mitglied des Aufsichtsrats des media:net brandenburg. Von 2019 bis 2022 war sie Aufsichtsratsmitglied der Commerzbank-Tochter comdirect, bis die comdirect und die Commerzbank verschmolzen wurden.

## Gesellschaftliches Engagement
Seit 2017 ist Verena Pausder Gründerin und Vorsitzende des Vereins „Digitale Bildung für Alle e. V.“ Zu Beginn der COVID-19-Pandemie 2020 wurde sie einer breiteren Öffentlichkeit durch die von ihr initiierten Homeschooling-Website und Schulhackathons bekannt. Später entwickelte Pausder die Homeschooling-Website zur digitale-lernangebote.de weiter: einer wachsenden Sammlung von digitalen Bildungsangeboten für Lehrkräfte, Schülerinnen, Schüler und Eltern. Der Hackathon #wirfürschule fand 2020 und 2021 mit mehreren tausend Teilnehmenden statt und unterstützt seither Schulen bei der Umsetzung von Schulhackathons und Maker Spaces.
Ab dem Jahr 2020 setzte sie sich mit der von ihr mitbegründeten Initiative #stayonboard für die Ermöglichung einer temporären Mandatsniederlegung für Vorstandsmitglieder von Aktiengesellschaften im Fall von Mutterschutz, Elternzeit, Krankheit oder der Pflege von Angehörigen ein. Im Juni 2021 wurden die Forderungen durch eine Gesetzesänderung umgesetzt. Pausder war Mitglied im Innovation Council der damaligen Beauftragten der Bundesregierung für Digitalisierung, Staatsministerin Dorothee Bär.
Verena Pausder ist Mitbegründerin der Initiative STARTUP TEENS, die Schüler für das Unternehmertum begeistern soll.

## Kritik
Pausder, Mitglied in der Lobbyorganisation Wirtschaftsforum der FDP (2017), spendete der FDP am 10. August 2017 eine Summe in Höhe von 50.100 Euro. Dann erhielt die von ihr als Geschäftsführerin geleitete Firma Haba Digital vom FDP-geleiteten Schulministerium ihres Heimatbundeslandes Nordrhein-Westfalen einen mit 600.000 Euro dotierten Auftrag. Dagegen regte sich massiver Protest, von „fragwürdiger Vergabepraxis“ war die Rede. Ein Rechtsgutachten kam zu dem Schluss, dass „Der von der Landesregierung vergebene Auftrag (...) gegen vergaberechtliche Grundsätze“ verstoße. Das Projekt sollte nach der massiven Kritik von verschiedenen Seiten schließlich neu ausgeschrieben werden.

## Auszeichnungen
Aufgrund ihres Engagements für digitale Bildung wurde Pausder wiederholt ausgezeichnet, zusätzlich vermehrt im Zuge ihrer Initiative „Stayonboard“ sowie der Buchveröffentlichung von „Das Neue Land. Wie es jetzt weitergeht“.
- 2007: Gewinnerin des Wettbewerbs „CEO of the future“ der Unternehmensberatung McKinsey
- 2016: Ernennung zum „Young Global Leader“ durch das Weltwirtschaftsforum
- 2018: Aufnahme in die Forbes-Liste „Europe’s Top 50 Women in Tech“
- 2018: 25 Frauen Award von EDITION F und She’s Mercedes[20]
- 2019: Veuve Clicquot Business Woman Award[21]
- 2019: Prix Clarins, ausgelobt vom Kosmetikunternehmen Clarins gemeinsam mit der FUNKE-Frauenzeitschrift myself[22]
- 2020: Vordenkerin 2020 ausgezeichnet von Handelsblatt und Boston Consulting Group[23]
- 2020: „jung und mutig“ Award der Jungen Unternehmer[24]
- 2020: Global Digital Woman Award in der Kategorie Education[25]
- 2020: Sonderpreis für das beste Unternehmerbuch des Jahres ausgelobt von Handelsblatt, Frankfurter Buchmesse, Goldman Sachs[26]

## Veröffentlichungen
- Das neue Land. Wie es jetzt weitergeht!, Murmann, Hamburg 2020, ISBN 978-3-86774-655-7.